# هریش پتل
هریش پتل (انگلیسی: Harish Patel؛ زادهٔ ۵ ژوئیهٔ ۱۹۵۳) بازیگر هندی است. وی از سال ۱۹۸۳ میلادی تاکنون مشغول فعالیت بوده‌است. پتل در فیلم‌های سینمای هند و سینمای آمریکا حضور داشته‌است. او در سال ۲۰۲۱ در فیلم ابرقهرمانی جاودانگان ساختهٔ دنیای سینمایی مارول ایفای نقش کرد.
از دیگر فیلم‌ها یا برنامه‌های تلویزیونی که وی در آن نقش داشته‌است می‌توان به قسم به مادرم (۱۹۸۵)، بیلو پادشاه(۱۹۸۹)، اکنون عدالت برقرار خواهد شد (۱۹۹۵)، اخگر(۱۹۹۶)، عشق علاقه محبت (۲۰۰۱)، قطار کلکته (۲۰۰۳)، عشق در تایمز اسکوئر (۲۰۰۳)، عشق واقعی (۲۰۰۵)، بدو چاقالو بدو (۲۰۰۷) و خیابان کورونیشن (۲۰۰۹) اشاره کرد.